# Charlotte von Krogh

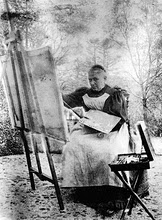
Charlotte von Krogh, Foto um 1890

Charlotte Sofie Christiane Rosine von Krogh (* 4. Februar 1827 in Husum; † 25. November 1913 in Hadersleben) war eine deutsch-dänische Malerin der Düsseldorfer Schule.

## Leben
Charlottes Eltern, Hans Ernst von Krogh (1778–1852), dänischer Kammerherr und  seit 1826 Amtmann der Ämter Husum und Bredstedt mit Sitz in Husum sowie Oberstaller von Eiderstedt, und Agnes Cecilie (1788–1829), geborene von Warnstedt, gehörten beide dänischen Adelsfamilien an, so dass Charlotte von Krogh zweisprachig aufwuchs. Im Rahmen des deutsch-dänischen Konflikts zog die Familie 1848 nach Hadersleben (dänisch Haderslev). Die Familie von Krogh stand im deutsch-dänischen Spannungsfeld. Ein Onkel Charlottes, Christopher von Krogh, war dänischer Generalfeldmarschall, ein anderer kämpfte gleichzeitig in einem schleswig-holsteinischen Freikorps gegen Dänemark.
Nach Privatunterricht 1854 bei Anton Eduard Kieldrup in Kopenhagen und 1856 bei Georg Haeselich in Hamburg ermöglichte ihr ein Reisestipendium des Ministeriums für das Herzogtum Schleswig einen Studienaufenthalt von 1857 bis 1861 in Düsseldorf. Hier nahm sie Privatunterricht bei dem norwegischen Landschaftsmaler Hans Fredrik Gude. Unter dem Einfluss von Gude, der 1861 nach Karlsruhe wechselte, wandte sie sich der Landschaftsmalerei zu und wählte Motive aus der Umgebung von Hadersleben, West-Schleswig und Fanø. Weitere Themen waren Bauern- und Fischerhäuser sowie Schlösser und Herrenhäuser ihrer Heimat und Innenräume daraus. Auch Bildnisse sind von ihrer Hand bekannt.
Nach ihrer Studienzeit war Charlotte von Krogh kurzzeitig in Kopenhagen, Berlin und Hamburg tätig. 1861 ließ sie sich endgültig in Hadersleben nieder, in Lebensgemeinschaft mit der Pianistin Marie Roll.
Ihre Arbeiten zeigte sie ab 1858 jährlich auf den Jahresausstellungen der Kopenhagener Akademie in Schloss Charlottenborg und anlässlich von Ausstellungen in München (Jahresausstellungen im Glaspalast 1902–1904, 1906, 1907), Berlin (Große Berliner Kunstausstellung 1906), Flensburg  (Schleswig-Holsteinische Kunstgenossenschaft 1910;  Kunstverein 1898, 1902–1905, 1907), in Hamburg, Antwerpen und Göteborg. 1866 erschien die Mappe Fem Prospecter fra Nordslesvig mit Lithografien nach ihren Aquarellen.
Charlotte von Krogh war in ihrer Malerei noch von der ausklingenden Romantik geprägt, dann aber dem Realismus verbunden. In ihrem Spätwerk zeigte sie sich stark vom Impressionismus beeinflusst.
Charlotte von Krogh förderte die jüngeren Maler Hans Fuglsang und August Wilckens aus Hadersleben. Sie schrieb Gedichte in dänischer und deutscher Sprache und war Ehrenmitglied der Schleswig-Holsteinischen Kunstgenossenschaft. Die Stadt Husum benannte eine Straße nach der Künstlerin: Charlotte-von-Krogh-Straße.

## Bildnis
- Charlotte von Krogh (1827-1913), Fotografie (Ende 19. Jahrhundert), Papier: H: 43 cm, B: 33,5 cm (Bildmaße: H: 23,8 cm, B: 18 cm): Kiel, Schleswig-Holsteinische Landesbibliothek

## Werke (Auswahl)
- Flensburg, Städtisches Museum: Waldsee, 1866; Interieur auf Schloss Tirsbaek (Abb.: Lexikon der Düsseldorfer Malerschule, Band 2); Treppenaufgang auf Schloss Wedellsborg.
- Schloss Gottorf bei Schleswig: Aquarelle von Schloss Gottorf und Umgebung, 1880–1899.
- Haderslev, Museum Sønderjylland: Fattighus i Nordslesvig / Haderslev Dam / Solnedgang ved Møgeltønder.
- Kiel, Kunsthalle: Stillleben mit Fasanen und Fischen; Die Werkstatt des Bernsteinarbeiters, 1909.
- Kiel, Schleswig-Holsteinische Landesbibliothek: Faustturm, Kloster Maulbronn, 1867; Stillleben mit Obst und Weinglas, um 1890; Stube auf einer Nordseeinsel (nach 1900).
- Abendstimmung bei Vejle, 1882; bezeichnet Thyrsbok 82.
- Motiv i Nærheden af Haderslev / Skizze. In: Fortegnelse over Kunstnerforeningen af 18. Novbr.'s Kunstudstilling Sommeren 1882. Industriudstillingsbydningen Kjöbenhavn. O.C.Olsen & Co., 1882, Nr. 145, 146 (Katalog, kunstbib.dk).
- Bildnis Marie Roll, 1898.
- Treppenaufgang auf Schloss Weddelsborg (um 1900).
- Interieur an der Nordsee; ausgestellt: München, Jahresausstellung im Glaspalast 1903 (Ankauf).[8]
- Korridor in einer alten Schule, ausgestellt: Düsseldorf 1904.
- Sonnenuntergang über Mögeltondern: Kunsthandel, Hamburg 1997; Abb.: Kunstpreisjahrbuch 1998.
- Die Descendenz des Geheimen-Konferenzrats, Friederich Ferdinand von Krogh und andere Familien-Nachrichten. Max Schmidt, Lübeck 1898 Digitalisat.
- Weitere Werke: Åbenrå, Museum; Hamburg, Altonaer Museum; Husum, Nissenhaus. Sønderborg, Schlossmuseum; Tønder, Sønderjyllands Kunstmuseet.